# Duo for fiolin og cello
Het Duo for fiolin og cello (Noors voor Duet voor viool en cello) is een compositie van Johan Kvandal. Kvandal schreef het werk in 1959, maar het kwam pas aan bod op 10 april 1961 tijdens een muziekfestival Ny Musikk. Het werk komt uit een periode dat Kvandal zich wat meer wendde tot de klassieke muziek van de 20e eeuw, om later daar (gedeeltelijk) weer van terug te komen.
Het werk kent drie delen:
- Allegro moderato
- Andante
- Allegro scherzando.

Van het werk is een opname beschikbaar van Bjarne Larsen (v) en Arne Novang. In eerste instantie werd dat in 1971 uitgegeven door Philips Records; later werd het opgenomen in een verzamelalbum van Kvandals muziek voor Aurora.